# Ida B. Wells
Ida Bell Wells-Barnett, mer känd som Ida B. Wells, född 16 juli 1862 i Holly Springs, Mississippi, död 25 mars 1931 i Chicago, Illinois, var en afroamerikansk journalist och en tidig ledare av medborgarrättsrörelsen i USA. Hon tillhörde det Republikanska partiet, som då representerade emancipationen. Wells dokumenterade lynchningar i USA, turnerade internationellt som föreläsare, var en av grundarna av National Association for the Advancement of Colored People (NAACP) år 1909 och engagerade sig i kampen för kvinnlig rösträtt.
Wells skrev själv om sitt liv i Crusade for Justice: The Autobiography of Ida B. Wells.

## Biografi

### Uppväxt och tidiga år
Wells föddes som slav i Mississippi några månader innan Abraham Lincoln antog emancipationsproklamationen. Hennes föräldrar James Wells och Elizabeth "Lizzie" (Warrenton) Wells var båda slavar hos arkitekten Spires Bolling. Wells var det äldsta av åtta barn. James Wells var en skicklig snickare som var politiskt intresserad och engagerad i rasfrågan.
1878, när Wells var 16 år, dog båda föräldrarna och en yngre bror plötsligt i ett epidemiskt utbrott av gula febern. Wells började då arbeta som lärare för att kunna försörja sina syskon och skydda dem från att skickas till fosterhem.

### Journalistik och aktivism
I maj 1884 blev 21-åriga Wells, på grund av sin hudfärg, utkastad från första klass på ett tåg – trots att hon löst biljett. Detta skedde efter att hon gjort motstånd och till och med bitit konduktören. Wells stämde järnvägsföretaget och vann i första instans, men domen överklagades till staten Tennessees högsta domstol där hon förlorade. En artikel som Wells skrev om händelsen hjälpte till att starta hennes karriär som journalist.
I mars 1892 lynchades Wells vän Thomas Moss, tillsammans med Calvin McDowell och William Steward. Wells skrev om morden i tidningen Free Speech and Headlight, och uppmuntrade stadens afroamerikaner att lämna Memphis. Mer än 6 000 människor lämnade staden, medan andra organiserade bojkotter av företag som ägdes av vita. Efter att hennes kontor vandaliserats, lämnade också Wells Memphis. Den 27 maj reste hon norrut. Hon slog sig ned i New York och flyttade senare till Chicago.
Ett vanligt påstående vid tiden var att svarta män lynchades eftersom de begått sexuella övergrepp eller attackerat vita kvinnor. Efter mordet på Moss började Wells forska på och dokumentera lynchningar och deras orsaker. Genom grävande journalistik fann hon att lynchningarna inte handlade om att skydda kvinnor mot övergrepp. Vanliga orsaker till morden var istället offentlig berusning, obetalda skulder, att de inte lydde vita, eller att de konkurrerade med vita ekonomiskt.
Wells var inte den första som bemötte våldtäktsmyten. Hon har dock beskrivits som den starkaste och envisaste rösten i frågan.
1893 och sedan 1894 turnerade Wells i Europa och höll föredrag om lynchningar i USA.
Under sitt arbete mot lynchningar och för kvinnors rättigheter kom Wells under 1890-talet i konflikt med Frances Willard, den första ordföranden för Woman's Christian Temperance Union (WCTU). Willard var ledare för en organisation av nästan bara vita kvinnor, och Wells kritiserade Willard för att inte ta upp övergreppen mot svarta i sin politik. Willard ansåg att de svarta i stor utsträckning omgavs av en kultur som inte i tillräcklig utsträckning tog avstånd från alkohol. Både Wells och Willard arbetade dock även för kvinnors möjlighet att rösta i allmänna val.

### Familj och sista tid

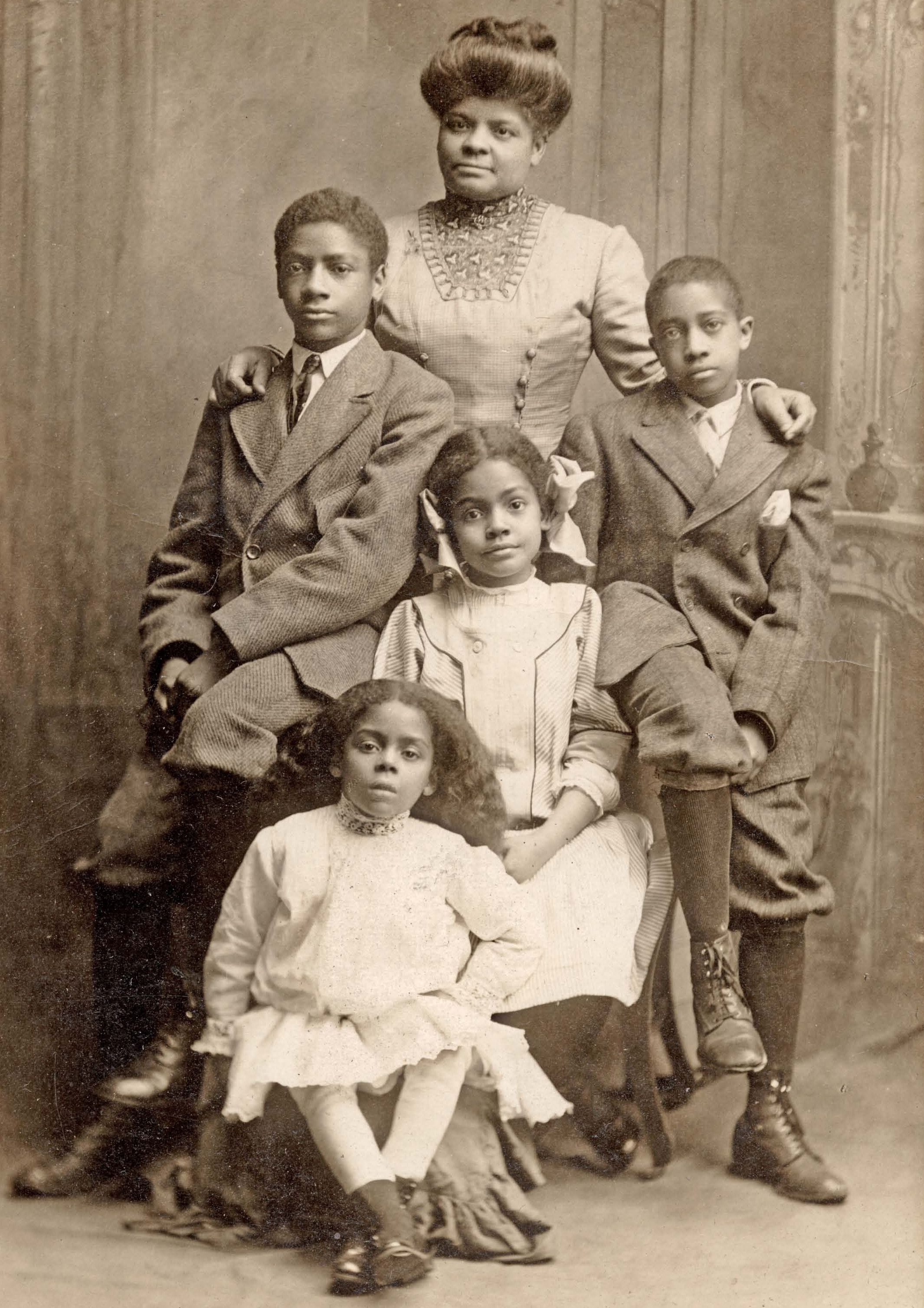
Ida B. Wells 1909, omgiven av sina fyra barn.

1895 gifte Wells sig med Ferdinand L. Barnett, en advokat och tidningsutgivare i Chicago. Wells behöll sitt eget namn, men lade till Barnetts namn efter sitt eget – ett vid tiden ovanligt beslut. Paret hade ett lyckligt äktenskap och delade ett intresse för progressiv, radikal politik.
Wells avled i Chicago 1931, av naturliga orsaker.

## Eftermäle och erkännande
På senare år har Wells lyfts fram som en av USA:s första och mest orädda grävande journalister. 2016 grundades The Ida B. Wells Society for Investigative Reporting, som ett verktyg för att utbilda och stödja färgade journalister till att följa i Wells' fotspår.
2025 gav USA ut ett minnesmynt till minne av Ida B. Wells och hennes insatser.
Wells' och Barnetts hus i Chicago är sedan 1974 en "K-märkt" byggnad.

## Galleri

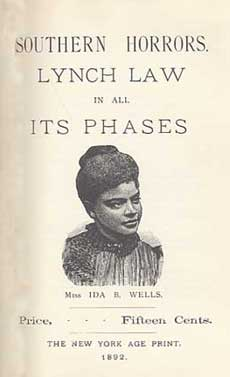
Omslag på Southern Horrors, författad av Wells 1892.
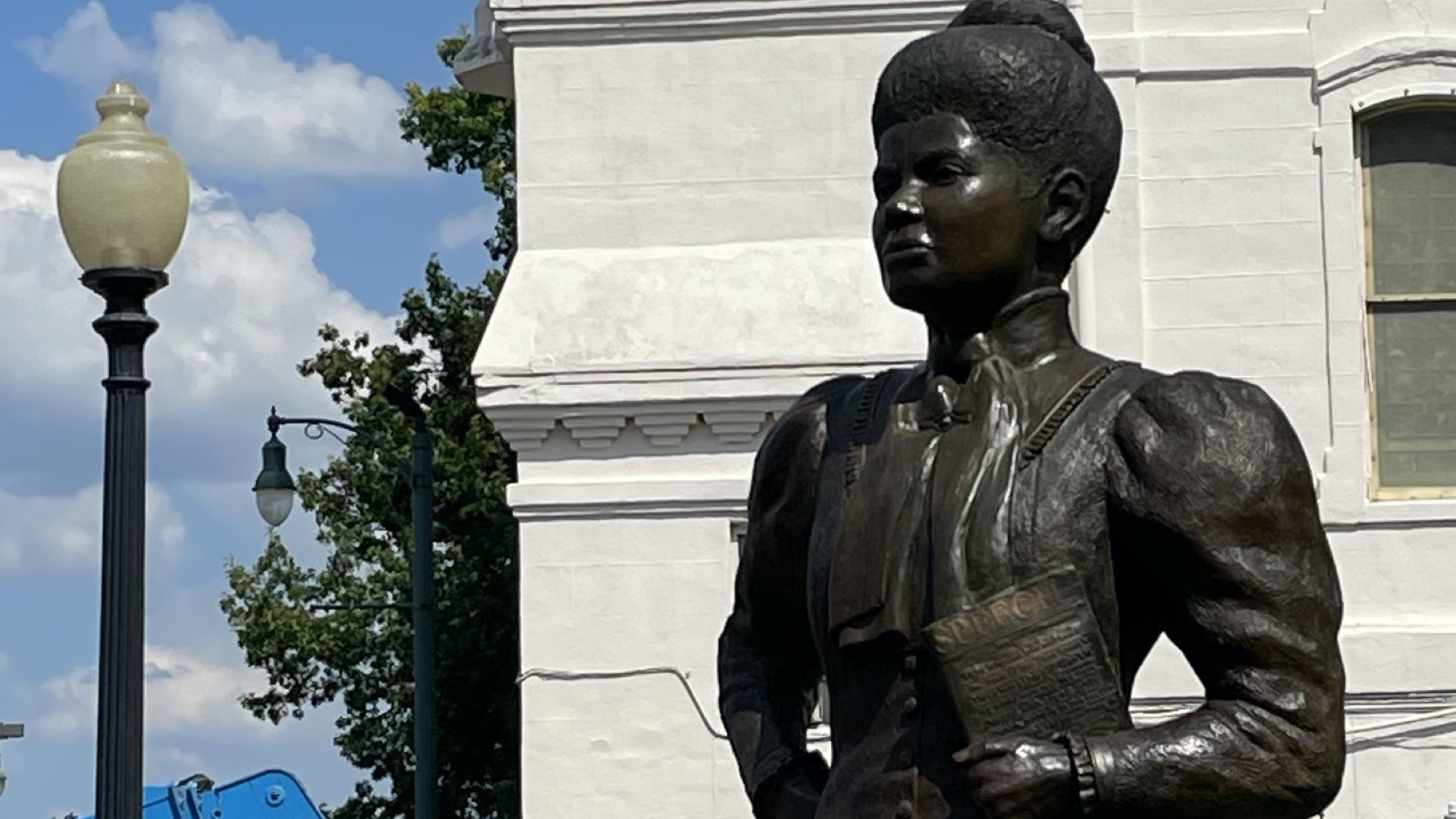
Staty över Ida B. Wells i Memphis, rest 2021.
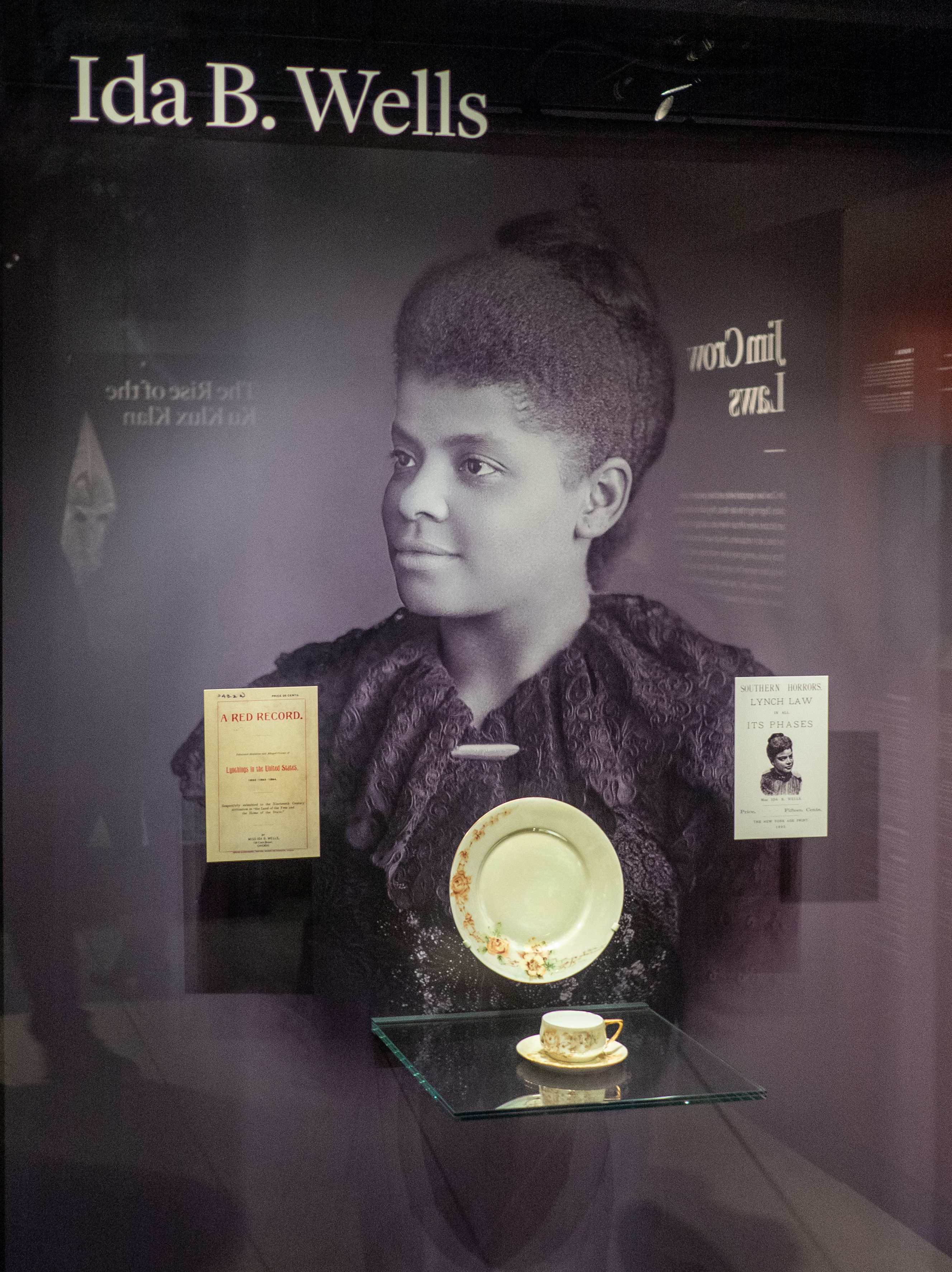
Ida B. Wells på National Museum of African American History and Culture.
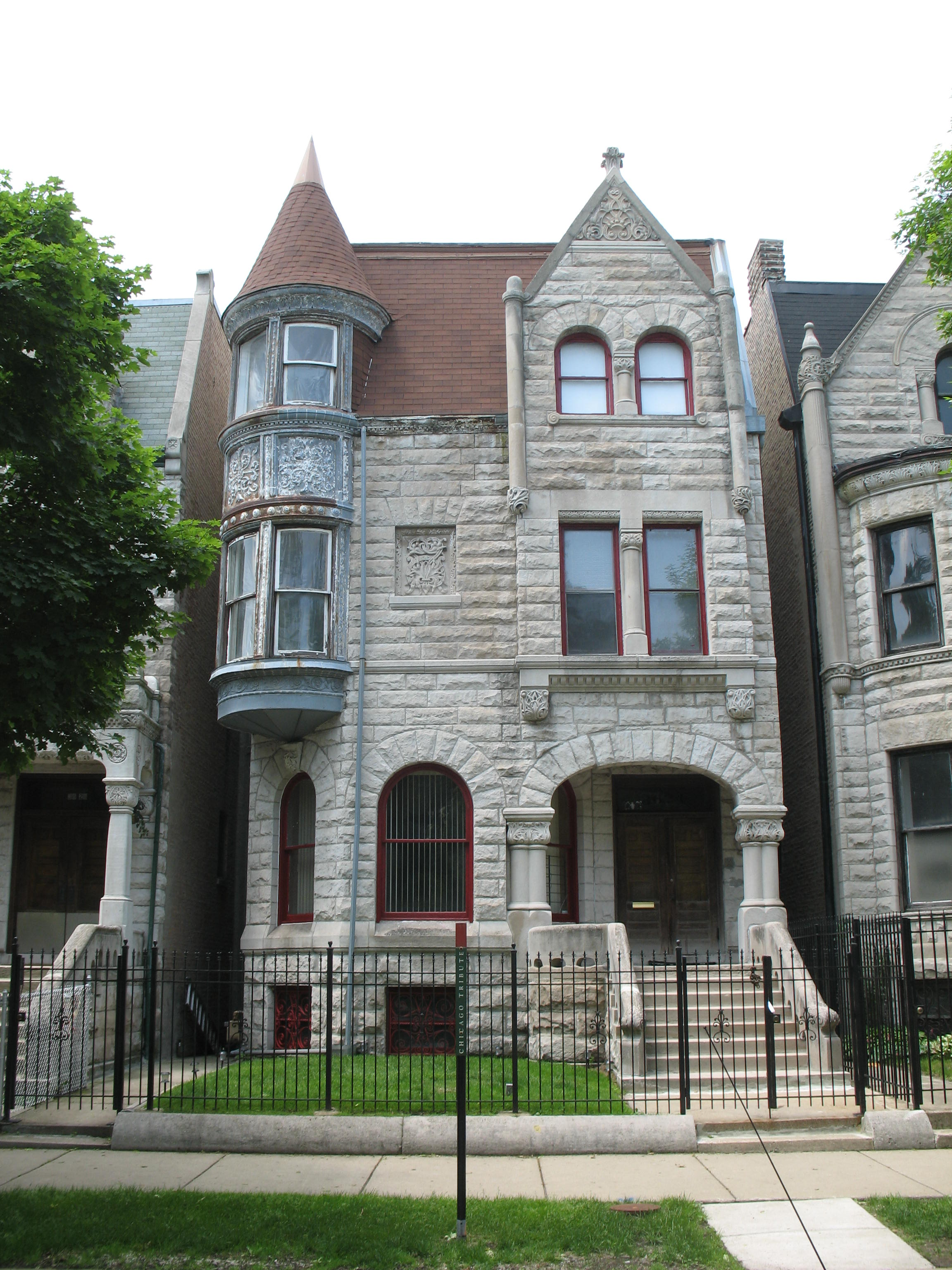
Wells' och Barnetts hus i Chicago.
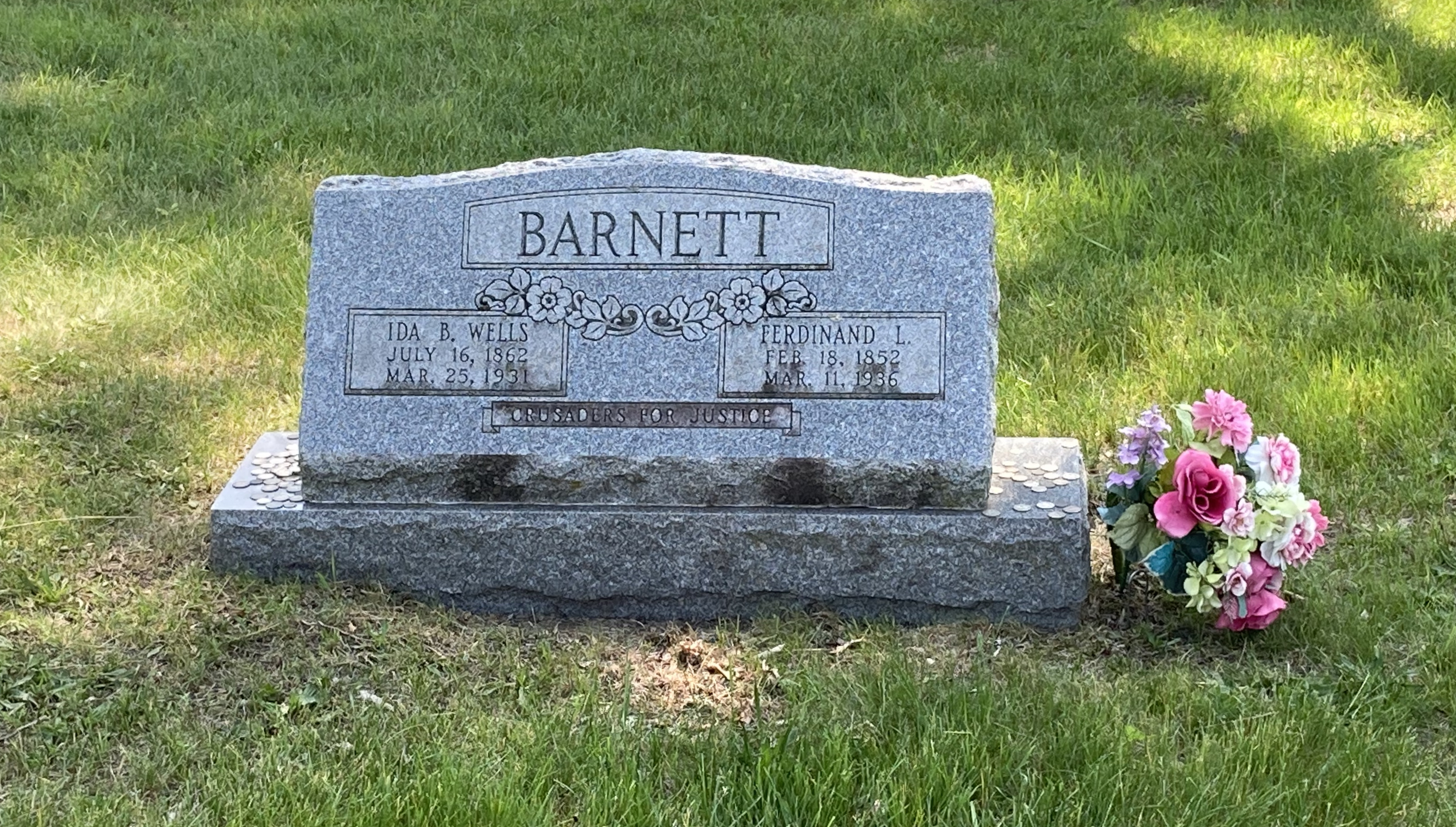
Wells-Barnetts och makens grav på Oak Woods Cemetery i Chicago.